# Birgit Renzl
Birgit Renzl (* 1974 in Salzburg) ist eine österreichische Wirtschaftswissenschaftlerin und Professorin an der Universität Stuttgart.

## Leben
Nach dem Studium der Internationalen Wirtschaftswissenschaften an der Universität Innsbruck und der Universität Göteborg war Renzl von 1998 bis 2009 als wissenschaftliche Mitarbeiterin am Institut für Unternehmensführung der Universität Innsbruck bei Hans H. Hinterhuber tätig, wo sie 2002 promovierte (Dr. rer. soc. oec.) und sich 2006 habilitierte. Forschungsaufenthalte führten sie an die University of Strathclyde in Glasgow sowie an die Universität St. Gallen. Von 2009 bis 2015 hatte Birgit Renzl die Professur für Strategie und Organisation an der Privatuniversität Schloss Seeburg inne und war Dekanin für Betriebswirtschaftslehre. Seit März 2015 ist sie Inhaberin des Lehrstuhls für ABWL und Organisation am Betriebswirtschaftlichen Institut der Universität Stuttgart. Daneben war Renzl von 2007 bis 2018 externe Lehrbeauftragte für strategische Unternehmensführung und betriebswirtschaftliche Fragestellungen der Unternehmensgründung an der Universität Salzburg.

## Forschung
Unter der Anwendung sowohl qualitativer als auch quantitativer empirischer Verfahren forscht Renzl insbesondere in den Bereichen Wissensmanagement, Strategie und Veränderung sowie Digitalisierung. Sie verfasste über 70 Artikel in Büchern und Fachzeitschriften.
Renzl ist im Editorial Board der Zeitschrift „Management Learning“. Sie ist Mitglied des Verbands der Hochschullehrer für Betriebswirtschaft, der European Academy of Management (EURAM), der European Group for Organizational Studies (EGOS), des Competence-based Strategic Management (CBSM) sowie im Schmalenbach Arbeitskreis Unternehmensführung.

## Publikationen (Auswahl)
- C. A. Mahringer, B. Renzl: Entrepreneurial Initiatives as a Microfoundation of Dynamic Capabilities. In: Journal of Accounting and Organizational Change. 14(1), March 2018, S. 61–79.
- K. Matzler, H. Pechlaner, B. Renzl: Strategie und Leadership. Springer-Gabler, Wiesbaden 2014, ISBN 978-3-658-04056-7.
- B. Renzl: Wissensbasierte Interaktion – Selbst-evolvierende Wissensströme in Unternehmen. Deutscher Universitäts-Verlag, Wiesbaden 2003, ISBN 3-8244-7830-7.